# Malin (Oregon)
Malin is een plaats (city) in de Amerikaanse staat Oregon, en valt bestuurlijk gezien onder Klamath County.

## Demografie
Bij de volkstelling in 2000 werd het aantal inwoners vastgesteld op 638. In 2006 is het aantal inwoners door het United States Census Bureau geschat op 635, een daling van 3 (-0,5%).

## Geografie
Volgens het United States Census Bureau beslaat de plaats een oppervlakte van 0,9 km², geheel bestaande uit land. Malin ligt op ongeveer 1239 m boven zeeniveau.

## Plaatsen in de nabije omgeving
De onderstaande figuur toont nabijgelegen plaatsen in een straal van 36 km rond Malin.